# Apanteles rutilans
Apanteles rutilans är en stekelart som beskrevs av Nixon 1965. Apanteles rutilans ingår i släktet Apanteles och familjen bracksteklar. Inga underarter finns listade i Catalogue of Life.